# The World of Lady A
Albums de Anjali
Anjali
The World of Lady A est le deuxième album studio de la chanteuse Anjali, sorti dans les bacs en 2003

## The World of Lady A
| 1.    | Misty Canyon        | Anjali Bhatia         | 4:21 |
| 2.    | Asian Provocateur   | Anjali Bhatia         | 3:35 |
| 3.    | Rainy Day           | Anjali Bhatia         | 4:10 |
| 4.    | Turn It On !        | Anjali Bhatia; Spykid | 4:01 |
| 5.    | Seven X Eight       | Anjali Bhatia         | 4:08 |
| 6.    | A Humble Girl       | Anjali Bhatia         | 4:27 |
| 7.    | Sati                | Anjali Bhatia         | 4:19 |
| 8.    | Hymn to the Sun     | Anjali Bhatia; Spykid | 4:11 |
| 9.    | Ain’t No Friend     | Anjali Bhatia         | 4:01 |
| 10.   | Kandivali Gulley    | Anjali Bhatia         | 4:29 |
| 11.   | Rani of Jhansi      | Anjali Bhatia         | 4:26 |
| 12.   | Stinging Sitars X 9 | Anjali Bhatia         | 4:44 |
| 50:57 |                     |                       |      |